# Андропов, Юрий Владимирович
Ю́рий Влади́мирович Андро́пов (2 [15] июня 1914, станция Нагутская, Ставропольская губерния, Российская империя — 9 февраля 1984, Москва, РСФСР, СССР) — советский политический, государственный и партийный деятель. Генеральный секретарь ЦК КПСС (1982—1984), председатель Президиума Верховного Совета СССР (1983—1984). Председатель Комитета государственной безопасности СССР (1967—1982). Секретарь ЦК КПСС по идеологии в 1982 году и секретарь ЦК КПСС (1962—1967), член Политбюро ЦК КПСС с 1973 года (кандидат с 1967 года). Депутат Верховного Совета СССР 3-го и 6—10-го созывов. Герой Социалистического Труда (1974), кавалер четырёх орденов Ленина (1957, 1964, 1971, 1974).
12 ноября 1982 года, через несколько дней после смерти Л. И. Брежнева, на внеочередном Пленуме ЦК КПСС избран генеральным секретарём ЦК КПСС, став официальным лидером Советского Союза. За время недолгого пребывания в должности (15 месяцев) предпринял ряд мер, направленных на устранение коррупции в партийно-государственном аппарате и повышение экономической эффективности социалистической системы. Против ряда партийных и хозяйственных руководителей были возбуждены уголовные дела. Под лозунгом «Рабочее время — работе!» началась борьба с прогулами, иногда принимавшая анекдотические формы, вплоть до опроса зрителей в кинотеатрах о месте и времени работы (с последующим сообщением по месту работы «прогульщика» о том, что он в рабочее время находился в кинотеатре).
В феврале 1983 года в результате обострения почечной недостаточности здоровье Андропова стало резко ухудшаться, и 9 февраля 1984 года он скончался.

## Происхождение

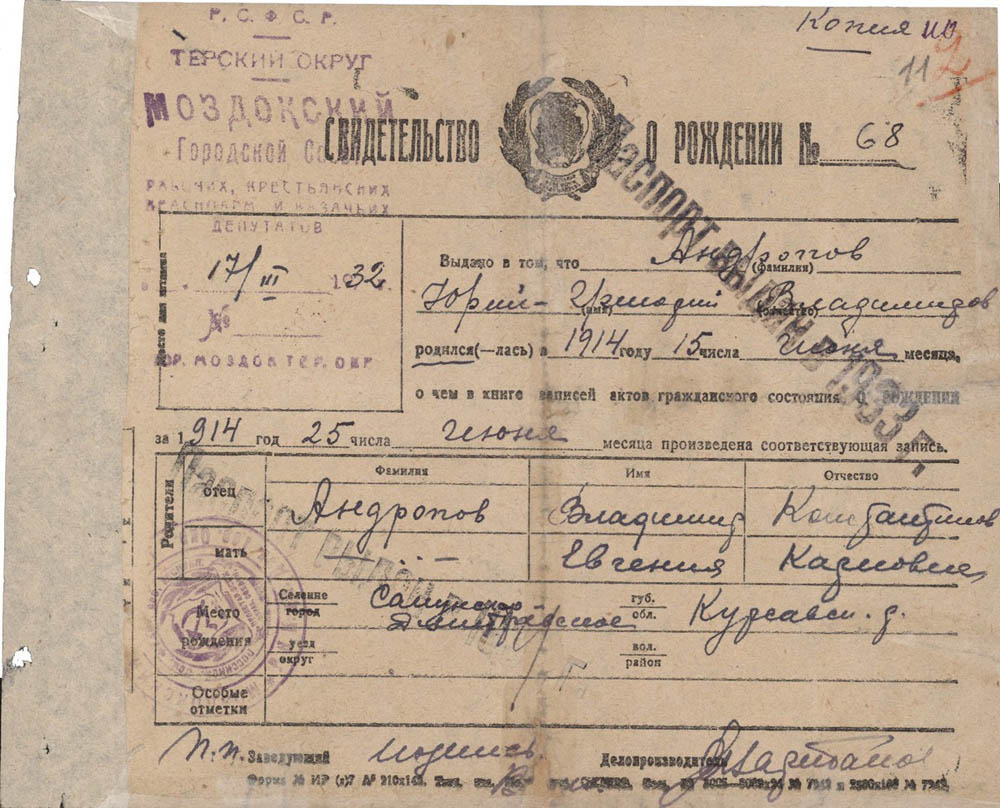
Копия свидетельства о рождении Ю. В. Андропова

Сведения о происхождении Андропова до сих пор засекречены, весьма запутаны и противоречивы.
Отец Владимир Константинович Андропов (1885—1919) — железнодорожный служащий, окончил или учился в Московском институте инженеров путей сообщения императора Николая II. Работал телеграфистом на станции Нагутской. Умер от сыпного тифа в 1919 году. Сам Андропов в автобиографии 1939 года сообщал, что его отец происходил из донских казаков, служил начальником станции Нагутская и умер в 1919 году от сыпного тифа.
Владимир Константинович Андропов (1885—1919), уроженец Старочеркасской станицы, казак, сын надворного советника. (Отец, Константин Александрович служил письмоводителем при Ростовском на Дону Петровском реальном училище). После окончания Петровского Ростовского реального училища в 1902 году поступил на химическое отделение Харьковского технологического института. В 1904 году уволен из института за участие в студенческих беспорядках. Через год восстановлен. В 1912 году окончил институт с отличием со званием инженера-технолога. Младший контролёр службы движения 2-го отделения Управления Владикавказской железной дороги (Беслан, 1915).
Согласно записи в метрической книге Николаевской церкви в Инженерном училище от 27 апреля 1914 года, «казак области войска Донского, Старочеркасской станицы, инженер-технолог Владимир Константинович Андропов православного вероисповедания 29 лет и дочь финляндского гражданина девица Евгения Карловна Флеккенштейн, православного вероисповедания 23-х лет сочетались браком». Поручителями по невесте выступили учёный секретарь Политехнического музея действительный статский советник Владимир Дмитриевич Левинский (1849—?) и «московский цеховой» Анатолий Германович Шарпенак (возможно, Анатолий Эрнестович Шарпенак).
Мать Ю. В. Андропова Евгения Карловна Флекенштейн (1891 — 16 апреля 1929), с семнадцати лет работала учительницей музыки в женской гимназии Фелицы Францевны Мансбах в 1-м Басманном переулке в Москве. Она была, по словам самого Ю. В. Андропова, приёмной дочерью в богатой купеческой семье. Эта информация подтверждается сохранившимся постановлением Московского окружного суда от 11 августа 1898 года, которым юридически подтверждалось удочерение Евгении супругами Флекенштейн — Карлом Францевичем и Евдокией Михайловной. Возможно, Евгения была дочерью кого-то из окружения удочерителей.
Её приёмный отец, Карл Францевич Флекенштейн (ум. 1915), гражданин российского Великого княжества Финляндского, владел в Москве магазином «Ювелирные вещи» (Москва, улица Большая Лубянка, дом 26). Согласно адресной книге Москвы 1915 года, Карл Флекенштейн был «немцем, лютеранского вероисповедания».
Отец Карла Флекенштейна — Франц Петер Александр Флекенштейн, житель Санкт-Петербурга, был выходцем из Эстляндской губернии, сам Карл Флекенштейн сперва переехал из Санкт-Петербурга в Выборг (тогда этот город относился к российской Финляндии), где стал владельцем ателье мужской одежды, а затем — из Выборга в Москву. Мать Карла Флекенштейна — Эмили(я) Скрамен, шведка из Финляндии. Женой Карла Флекенштейна была урождённая Евдокия Сидон, отцом которой был Микаэль Сидон.

«Недавно мои люди вышли в Ростове на одного человека, который ездил по Северному Кавказу — местам, где я родился и где жили мои родители, и собирал о них сведения. Мою мать, сироту, младенцем взял к себе в дом богатый еврей»
— Чазов Е. Здоровье и власть. Воспоминания «кремлёвского врача». М., 1992 (со слов самого Андропова)

«Мать моя родителей не помнила, она в младенческом возрасте была подкинута в семью купца Флекенштейна и воспитывалась в ней до шестнадцати лет»
— из автобиографии Андропова

«Судьба матери будущего генсека необычна: ещё в младенческом возрасте её подбросили в корзинке к купцу по фамилии Файнштейн (! — Прим.). Он удочерил девочку и дал ей свою фамилию. Историки до сих пор спорят, была ли в действительности мать Андропова еврейкой не только по вероисповеданию, но и по происхождению. По словам сотрудников рыбинского музея (Рыбинского музея-заповедника — Прим.), купец мог согрешить на стороне, а потом сделать вид, что девочку ему подбросили. Но никаких доказательств этому предположению пока нет. Карл не бросил ребёнка, воспитал и выучил девочку»
— Ярославская газета «Караван-РОС» от 28.06.2004
У Андропова среди части коллег в КГБ было прозвище «Ювелир» — намёк на то, что его дед — Карл Флекенштейн — владел в Москве магазином «Ювелирные вещи».

## Образование
- Моздокская семилетняя железнодорожная фабрично-заводская школа (ныне — средняя общеобразовательная школа № 108 имени Ю. В. Андропова) (учился в 1924—1931 годах, окончил полный курс).
- Рыбинский речной техникум (учился в 1932—1936 годах, окончил со специальностью «техник по эксплуатации речного транспорта»).
- Заочно[21] окончил Высшую партийную школу при ЦК ВКП(б) (1947).
- Заочно на историко-филологическом факультете Карело-Финского государственного университета в 1946—1951 годах (проучился четыре курса, ушёл из университета в связи с переводом в Москву)[22].

## Ранние годы и карьера
После смерти отца Юрий Андропов вместе с матерью перебрался в Моздок, где вырос и жил до 1932 года. Окончил семилетнюю школу. Ходил матросом по Волге и впоследствии часто повторял слова своего боцмана: «Жизнь, Юра, это мокрая палуба. И чтобы на ней не поскользнуться, передвигайся не спеша. И обязательно каждый раз выбирай место, куда поставить ногу!»
Член ВЛКСМ с 1930 года. С августа по декабрь 1930 года работал сначала рабочим на телеграфе, а с декабря 1930 года по апрель 1932 года — учеником и помощником киномеханика в Клубе железнодорожников на станции Моздок. В 1932 году поступил в Рыбинский техникум водного транспорта, который окончил в 1936 году. В 1935 году женился на дочери управляющего Череповецким отделением Госбанка Нине Ивановне Енгалычевой, которая училась в том же техникуме на электротехническом факультете, а впоследствии работала в Ярославском архиве НКВД. У них было двое детей — Евгения и Владимир. 

Мало кто знает о его проблемах с первой женой, с сыном от первого брака и вообще, как он появился в Политбюро. Рассказывают, он становился белым как бумага, когда его спрашивали про первую супругу или про автобиографию периода 1933—1935 годов.— внук Л. И. Брежнева — Андрей Брежнев

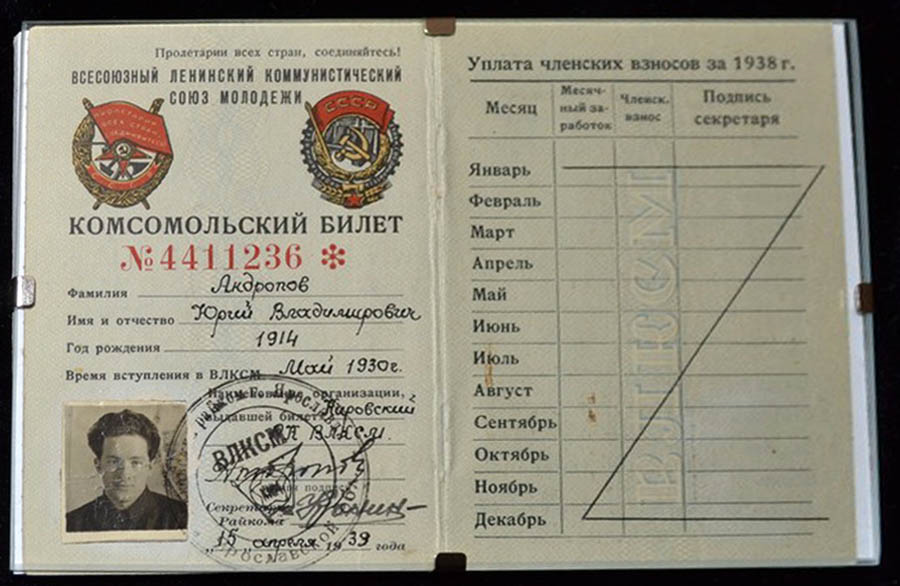
Комсомольский билет № 4411236. 1939

В 1936 году работал освобождённым секретарём комитета ВЛКСМ Рыбинского техникума водного транспорта, в 1936—1937 годах — комсоргом ЦК ВЛКСМ на Рыбинской судоверфи.
В 1936 году снят с воинского учёта из-за сахарного диабета и проблем со зрением.
В 1937 году назначен заведующим отделом пионеров и учащейся молодёжи Рыбинского городского комитета ВЛКСМ, затем — заведующим отделом учащейся молодёжи, секретарём Ярославского обкома ВЛКСМ. В 1938—1940 годах работал первым секретарём Ярославского обкома ВЛКСМ. Жил в Ярославле в номенклатурном доме на Советской улице (дом 4). В 1939 году мобилизовал на стройку Рыбинского и Угличского гидроузлов 7 тысяч комсомольцев области, за что в 1944 году был награждён орденом Трудового Красного Знамени.

### В Карело-Финской ССР (1940—1951)

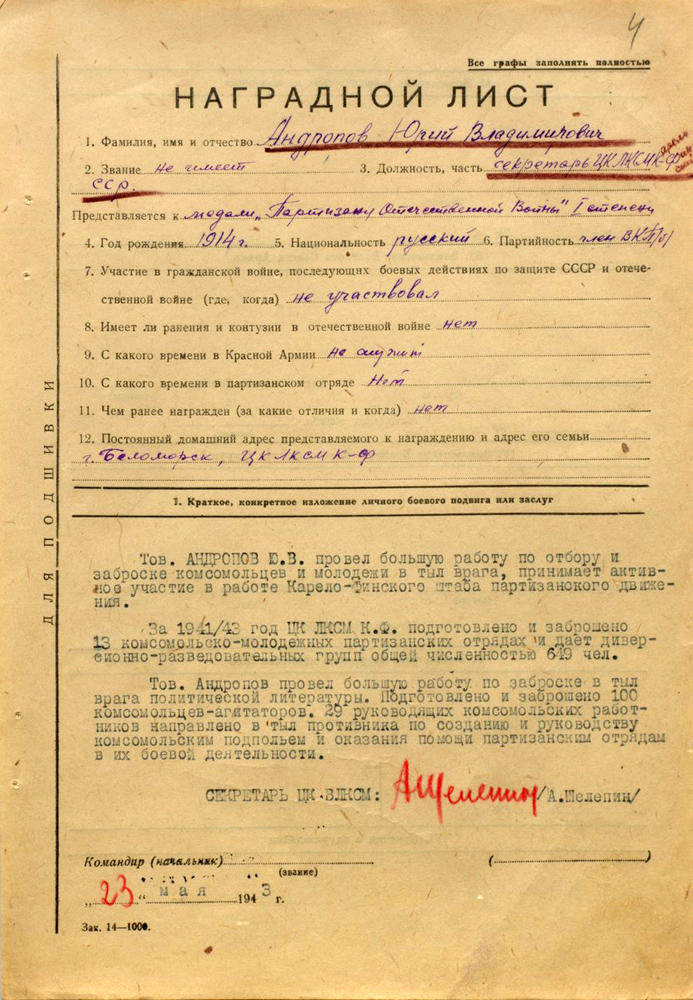
Медаль «Партизану Отечественной войны» I степени

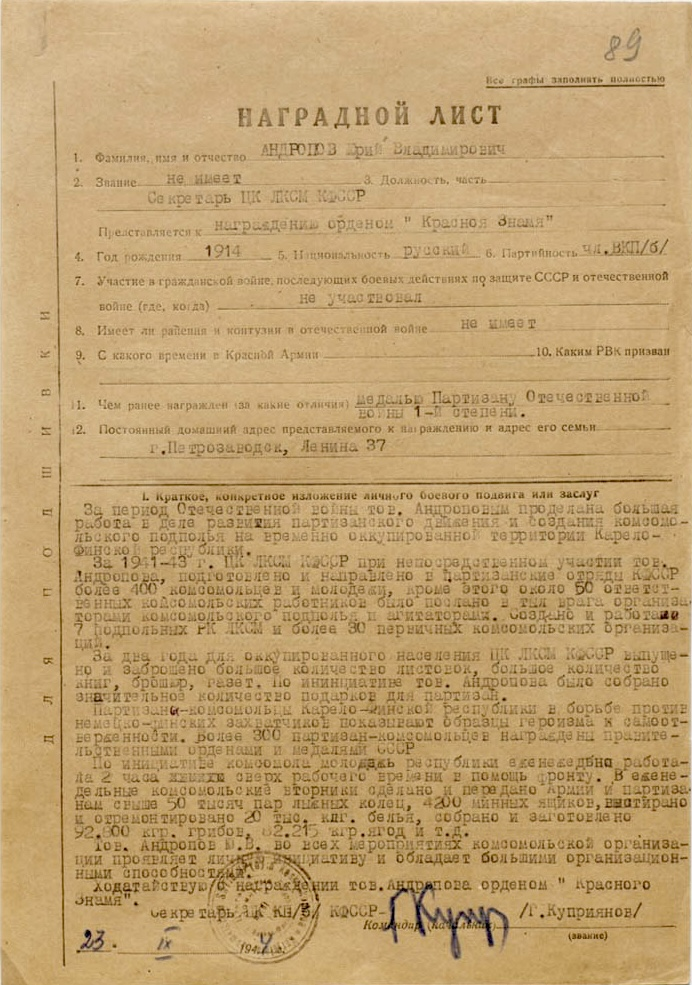
Орден Красного Знамени

В июне 1940 года Юрий Андропов был направлен на комсомольскую работу в образованную 31 марта 1940 года Карело-Финскую ССР (в её состав вошла часть территории Финляндии, отошедшая к СССР по Московскому мирному договору 1940 года). 3 июня 1940 года он был избран первым секретарём ЦК ЛКСМ Карело-Финской ССР. Жена с двумя детьми осталась в Ярославле, так как не захотела переезжать на север. С учётом опыта советско-финляндской войны Андропов принялся развивать лыжный спорт, в котором комсомольцы Карело-Финской ССР стали занимать первые места в СССР. Он также организовал шефство комсомола над Северным флотом.
В 1940 году Андропов познакомился в Петрозаводске с Татьяной Филипповной Лебедевой, на которой женился в начале войны. В августе 1941 года у них родился сын Игорь.
С началом Великой Отечественной войны под позывным «Могикан» отвечал за организацию среди молодёжи подпольной, партизанской и диверсионной работы на территориях, временно оккупированных финскими войсками. При выполнении этой задачи неоднократно встречался с крупным партийным деятелем Отто Куусиненом и обратил на себя его внимание. Позднее Куусинен стал негласным покровителем Андропова и способствовал его успешной карьере.
В 1943 году Андропова должны были направить на повышение в Москву — заведующим отделом рабочей молодёжи ЦК ВЛКСМ, но по ходатайству первого секретаря ЦК КП(б) КФССР Геннадия Куприянова оставили в Карелии для участия в руководстве партизанским движением. Хотя сам он линию фронта не переходил, но был награждён медалью «Партизану Отечественной войны».
В неопубликованных воспоминаниях «Партизанская война на Севере» Куприянов писал:
«Юрий Владимирович сам не просился послать его на войну, в подполье или партизаны, как настойчиво просились многие работники старше его по возрасту. Больше того, он часто жаловался на больные почки. И вообще на слабое здоровье. Был у него и ещё один довод для отказа отправить его в подполье или в партизанский отряд: в Беломорске у него жила жена, она только что родила ребёнка. А его первая жена, жившая в Ярославле, забрасывала нас письмами с жалобой на то, что он мало помогает их детям, что они голодают и ходят без обуви, оборвались (и мы заставили Юрия Владимировича помогать своим детям от первой жены). …Всё это, вместе взятое, не давало мне морального права… послать Ю. В. Андропова в партизаны, руководствуясь партийной дисциплиной. Как-то неудобно было сказать: „Не хочешь ли повоевать?“ Человек прячется за свою номенклатурную бронь, за свою болезнь, за жену и ребёнка».
В сентябре 1944 года после заключения перемирия с Финляндией и вывода финских войск с оккупированных территорий Андропов был утверждён вторым секретарём Петрозаводского горкома ВКП(б). В этой должности занимался восстановлением разрушенного города, а с 10 января 1947 года после избрания вторым секретарём ЦК КП(б) КФССР — республики в целом. В 1949 году до Карелии докатились отголоски так называемого «ленинградского дела». Бывший первый секретарь ЦК КП(б) КФССР Куприянов вспоминал:
«В июле 1949 года, когда руководящие работники Ленинграда были уже арестованы, Маленков начал присылать к нам в Петрозаводск комиссию за комиссией, чтобы подбирать материал для ареста меня и других товарищей, ранее работавших в Ленинграде. Нас обвиняли в следующем: мы — работники ЦК КП Куприянов и Власов, политически близорукие люди, носимся с подпольщиками и превозносим их работу, просим наградить их орденами. А на самом деле каждого из тех, кто работал в тылу врага, надо тщательно проверять и ни в коем случае не допускать на руководящую работу. Кое-кого и арестовать! Я сказал, что у меня нет никаких оснований не доверять людям, что все они честные и преданные партии, что свою преданность Родине они доказали на деле, работая в тяжёлых условиях, рискуя жизнью. Весь этот разговор происходил в ЦК партии Карелии, присутствовали все секретари. Я сказал, ища поддержки у своих товарищей, что вот Юрий Владимирович Андропов, мой первый заместитель, хорошо знает всех этих людей, так как принимал участие в подборе, обучении и отправке их в тыл врага, когда работал первым секретарём ЦК комсомола, и может подтвердить правоту моих слов. И вот, к моему великому изумлению, Юрий Владимирович встал и заявил: „Никакого участия в организации подпольной работы я не принимал. Ничего о работе подпольщиков не знаю. И ни за кого из работавших в подполье ручаться не могу“».
Когда Андропов спустя годы возглавил КГБ, он попросил помощника ознакомиться с «ленинградским делом», ему самому было неудобно брать его из архива. В деле упоминалась и его фамилия, но была резолюция выделить этот материал в «отдельное производство». Выдвинутые против него обвинения в основном не подтвердились.
За большую организаторскую работу по мобилизации молодёжи республики в годы войны и по восстановлению разрушенного войной народного хозяйства, участие в организации партизанского движения в Карелии Юрий Андропов был награждён двумя орденами Трудового Красного Знамени и медалью «Партизану Отечественной войны» I степени.
В 1946—1951 годах учился на историко-филологическом факультете Карело-финского государственного университета в Петрозаводске и в Высшей партийной школе при ЦК КПСС.
Председатель Верховного Совета Карело-Финской ССР Отто Куусинен жил в Москве, а в Карелию приезжал только на партийные пленумы, сессии Верховного Совета и на выборы, поэтому Андропов был его посредником при связях с партийным и советским руководством республики. Во время войны популяризировал подвиги партизан и разведчиков — этнических финнов, карел, вепсов. Хотя после Второй мировой войны из-за неудачи планов присоединения к Карело-Финской ССР «всех земель Калевалы» — Финляндии, Швеции и Норвегии — как коренных земель финнов было принято решение выселить представителей всех финно-угорских народов и из Ленинградской области, и из Карело-финской ССР как якобы «местных крымских татар», и оно даже было оформлено решением Правительства Карело-Финской ССР, стараниями и Куприянова, и Андропова тайное решение было тайно отменено. К тому же число коллаборационистов среди коренного населения республики было меньше, чем среди русских и всех других этносов на всех оккупированных территориях и, главное, о подвигах финских, вепсских, карельских комсомольцев и комсомолок — партизан, подпольщиков, разведчиков, в отличие от героев из крымских татар, благодаря непрерывному продвижению Андроповым материалов о героях в центральную прессу, знала вся страна. Более того, из Ленинградской области тоже вывезли в Сибирь не всех представителей финно-угорских народов и русских финно-угорского происхождения, а только ингерманландских финнов, причём им было разрешено выехать из Сибири в Карело-Финскую ССР для увеличения там числа финнов и развития экономики. Даже после официальной отмены этого решения всем приезжающим в Карелию ингерманландским финнам давали возможность там поселиться.
Избирался депутатом Верховного Совета КФССР (1947—1955). Депутат Верховного Совета СССР 3-го и 6—10-го созывов, Совета Национальностей от Карело-Финской ССР (3-й созыв, 1950—1954), Совета Союза от Латвийской ССР (6-й созыв, 1962—1966), Эстонской ССР (7-й созыв, 1966—1970) и Московской области (8—10-й созыв, 1970—1984). В Верховный Совет 9-го созыва избран от Каширского избирательного округа № 29 Московской области.

### В ЦК КПСС и МИД СССР
21 июня 1951 года при содействии Отто Куусинена по решению ЦК ВКП(б) Андропов был переведён в аппарат ЦК ВКП(б). В качестве инспектора ЦК курировал работу партийных организаций прибалтийских советских республик. Участвовал в работе комиссии по работе с советскими военными, участвовавшими в Корейской войне, в частности, посещал Мукден.
24 марта 1953 года утверждён заведующим подотделом Отдела партийных, профсоюзных и комсомольских органов ЦК КПСС, где проработал чуть более полутора месяцев.
15 мая 1953 года переведён на работу в МИД СССР. С 1 июля 1953 года занимал должность заведующего четвёртым Европейским отделом МИД СССР (Польша, Чехословакия, Румыния) и стажировался в скандинавском отделе под руководством Андрея Александрова-Агентова.

#### Посол в Венгрии

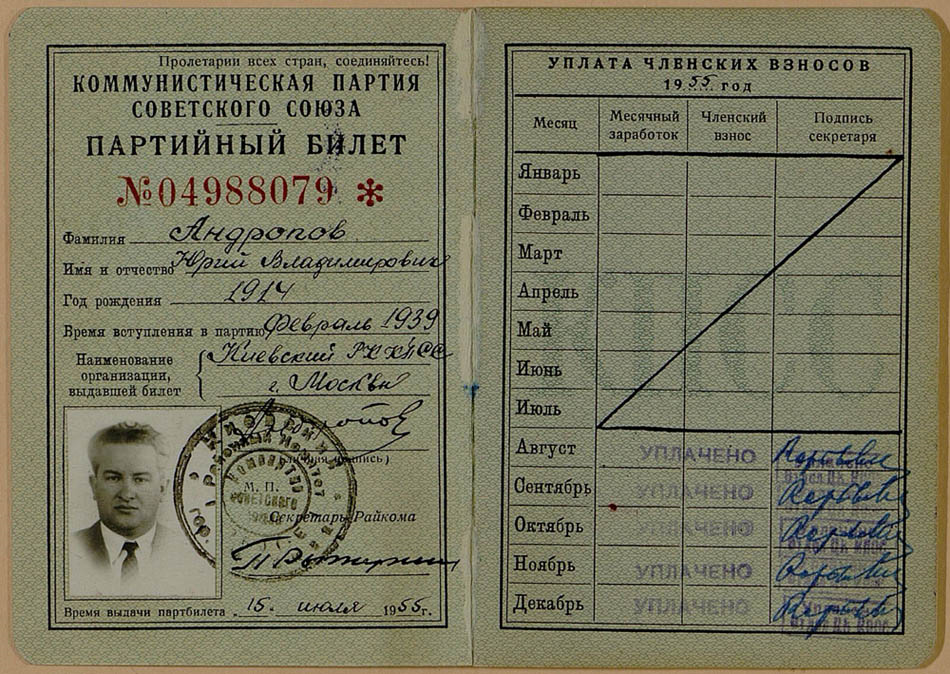
Партийный билет № 04988079. 1955

В октябре 1953 года Андропов был назначен советником-посланником посольства СССР в Венгерской Народной Республике. С 6 июля 1954 по 21 февраля 1957 года работал Чрезвычайным и полномочным Послом СССР в Венгрии. Один из сотрудников советского посольства в Венгрии вспоминал: «Он поражал собеседников своей эрудицией, легко мог вести разговор на философские темы, демонстрировал недюжинные познания в области истории и литературы. Беседы с ним были неизменно содержательны и интересны, никогда не носили лишь протокольного характера». Как отмечал Георгий Арбатов, сообщения Андропова в Москву «отличались необычной для тех времён откровенностью и даже остротой». Он критически отзывался о Ракоши и других венгерских руководителях и предупреждал о серьёзных последствиях, если советское руководство будет и дальше делать на них ставку.
Венгерское восстание 1956 года оказало сильнейшее воздействие на Андропова и радикально изменило его. По его словам, самыми страшными осенью 1956 года оказались те дни, когда по просьбе венгерского руководства из Будапешта были выведены советские войска. Повстанцы контролировали город, а для острастки вешали на деревьях перед советским посольством венгерских коммунистов и сотрудников госбезопасности. Андропов просил прилетевших в Будапешт Анастаса Микояна и главу КГБ Ивана Серова эвакуировать семьи дипломатов, но получил отказ. В результате, как рассказывал Андропов, его жена пережила тяжёлый нервный срыв, оправиться от которого она так и не смогла. А сын начал сильно пить.
В конце октября 1956 года посольская машина попала под обстрел на окраине Будапешта. Андропов вместе с военным атташе и водителем уцелели, но пешком два часа по ночному городу пробирались в посольство. В ноябре 1956 года было совершено покушение на самого посла: в него, когда он работал в своём кабинете, с чердака дома напротив дважды стрелял снайпер, но оба раза промахнулся: пули ушли выше от цели на пять сантиметров.
Андропов собственными глазами видел, как быстро может рухнуть режим, который ещё недавно казался нерушимым. «Вы не представляете, что это такое — стотысячные толпы, никем не управляемые, выходят на улицы…» — рассказывал он позже Олегу Трояновскому. Сам Андропов сыграл важную роль в подавлении Венгерского восстания. Он вёл переговоры с Имре Надем, убеждая его, что СССР поддерживает демократические преобразования, тогда как в Ужгороде уже формировалось лояльное Москве правительство Яноша Кадара. Он заманил в ловушку одного из лидеров восстания, начальника полиции Будапешта Шандора Копачи. Чтобы выманить Имре Надя из посольства Югославии, где тот скрывался после подавления восстания, Андропов дал ему честное слово, что выпустит его из страны. Однако слово своё не сдержал.
После этого в карьере Андропова произошёл стремительный подъём. В начале 1957 года отличившийся в Венгрии посол получил повышение, возглавив созданный специально под него отдел ЦК КПСС, который ведал отношениями с компартиями социалистических стран.

#### Заведующий отделом и секретарь ЦК КПСС

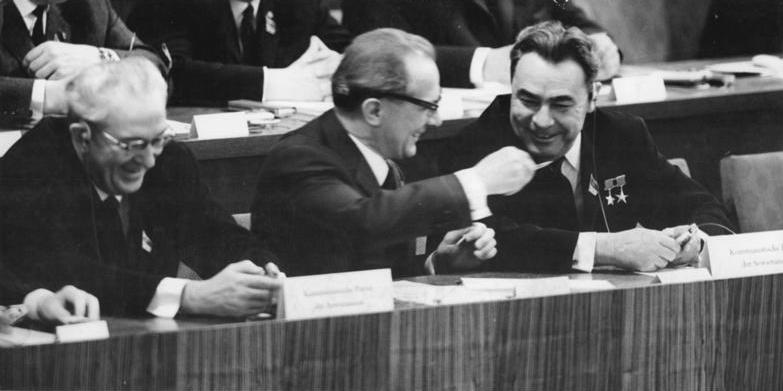
Ю. В. Андропов, Э. Хонеккер и Л. И. Брежнев. 1967

С 6 апреля 1957 по 22 июня 1967 года работал заведующим Отделом ЦК КПСС по связям с коммунистическими и рабочими партиями социалистических стран под началом секретаря ЦК КПСС Отто Куусинена. На этой должности нередкими для него были заграничные поездки; особенно много времени ему пришлось уделять китайскому направлению.
В 1961 году на XXII съезде КПСС он был избран членом ЦК. С 23 ноября 1962 по 21 июня 1967 года — секретарь ЦК КПСС.
После отставки Хрущёва Андропов стал архитектором западной политики Брежнева. Вместе со своими консультантами Андропов разработал курс на сближение с Западом. То, что Брежнев начал в 1969 году, было реализацией идеи Андропова.
Противником идей Андропова был Шелепин. По воспоминаниям Арбатова, в 1965 году некоторые члены президиума обрушились на представленный Андроповым проект, резко критиковали его за недостаток «классовой позиции», «классовости», ставили авторам в вину чрезмерную «уступчивость в отношении империализма», пренебрежение мерами для улучшения отношений, сплочения со своими «естественными» союзниками, китайскими «собратьями по классу».

Но в 1967 году Андропов с Брежневым совместными усилиями победили Шелепина. Чазов вспоминал: 
Всё первое полугодие 1967 года мне часто приходилось встречаться и с Брежневым, и с Андроповым, и я чувствовал их уверенность в успешном исходе борьбы с Шелепиным, который оказался менее искушённым и искусным в сложных перипетиях борьбы за политическую власть.

### Председатель КГБ (1967—1982)

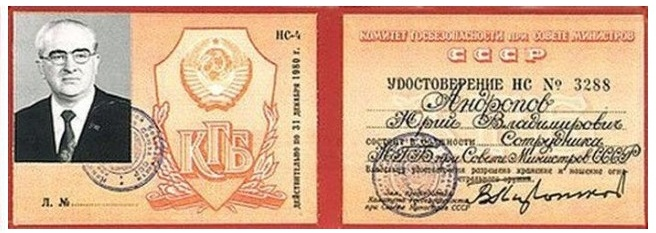
Удостоверение сотрудника КГБ при Совете министров СССР Юрия Андропова

18 мая 1967 Андропов был назначен на должность председателя Комитета государственной безопасности СССР, а 21 июня 1967 года — избран кандидатом в члены Политбюро ЦК КПСС. Рой Медведев вспоминал:
Хорошо помню, что смещение Семичастного и назначение Андропова [в КГБ] вызвало тогда в кругах интеллигенции, и особенно среди диссидентов, положительные отклики и предсказания. Об Андропове говорили как об умном, интеллигентном и трезвомыслящем человеке. Его не считали сталинистом.
Георгий Шахназаров, который был консультантом Андропова до его назначения председателем КГБ, в своих воспоминаниях писал: «Брежневу, разумеется, давали читать статьи из иностранных журналов, в которых говорилось о восходящей звезде советской политики — Андропове, ему предрекали в скором времени стать лидером. Это не могло не насторожить хитрого и коварного генсека, и он в своей обычной интриганской манере нашёл оригинальный способ не только обезопасить себя от соперника, но извлечь из этого максимальную выгоду — отправил Андропова в Комитет государственной безопасности. Зная о его безусловной порядочности, Леонид Ильич мог спать спокойно: наиболее ответственный участок был поручен умному человеку, а одновременно его, мягко говоря, отодвинули в сторонку».
По словам Владимира Семичастного, «в распоряжении Брежнева находились две „тяжёлые карельские тетради“ Куприянова об излишнем усердии Андропова в так называемом расстрельном „Ленинградском деле“».

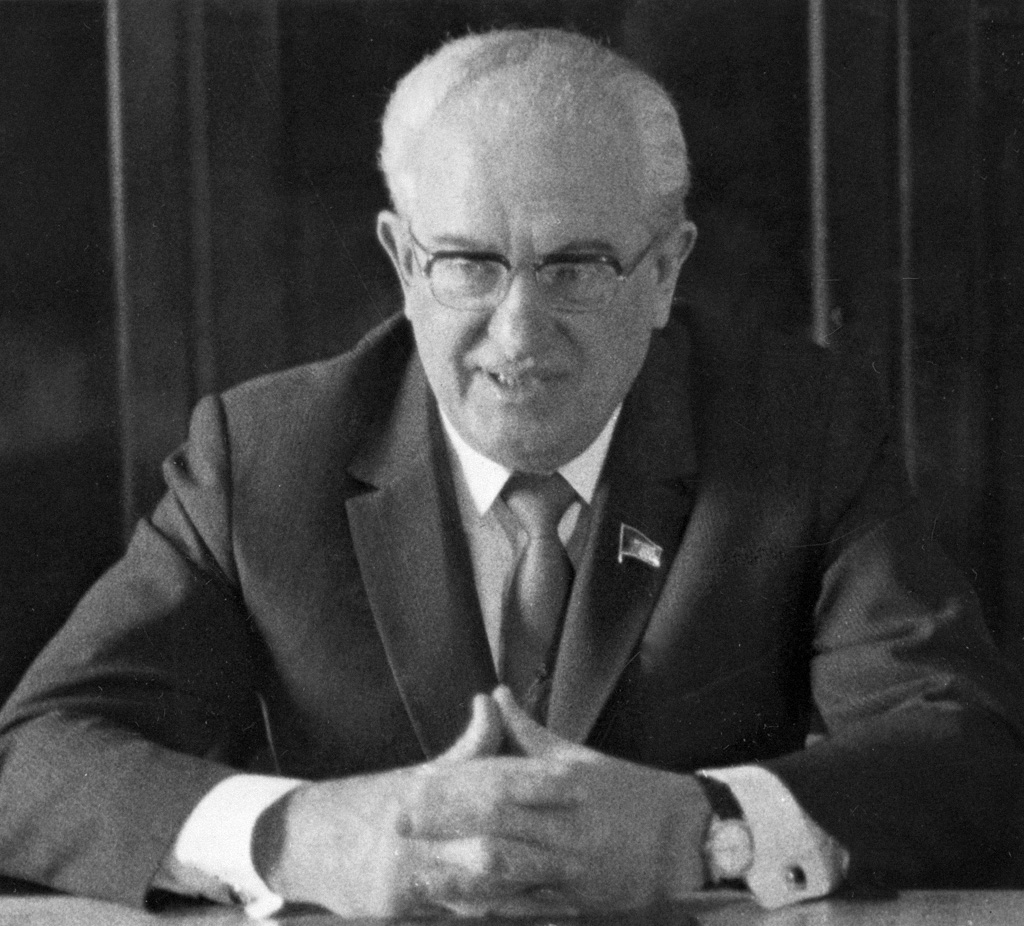
Председатель КГБ СССР Ю. В. Андропов. 1974

Незадолго до пограничного конфликта на острове Даманском между СССР и КНР Андропов отмечал:
Серьезную опасность представляет антисоветская деятельность группы Мао Цзэ-дуна, тем более, что она прикрывается «левой» фразой.

Комитет госбезопасности осуществил комплекс мероприятий по усилению борьбы с антисоветской деятельностью китайских раскольников и обеспечению надёжной охраны государственной границы СССР с КНР. В этих целях был образован Забайкальский пограничный округ, сформированы новые отряды, морские дивизионы, заставы погранвойск и батальоны войск правительственной связи. В органах КГБ приграничных с КНР республик, краёв и областей организованы разведывательные подразделения, а в пограничной зоне создано несколько новых городских и районных чекистских аппаратов. <…> Почти втрое увеличена войсковая плотность охраны границы с КНР.
27 апреля 1973 года Андропов стал членом Политбюро ЦК КПСС, что обычно рассматривается как усиление полномочий КГБ. Однако для Брежнева это прежде всего означало гарантию его внешнеполитической линии, значительное содействие которой оказал Андропов.
В начале 1973 года по инициативе, исходившей от Андропова на основании его знаний о практиках хозяйствования в Венгрии, новоназначенный первый секретарь ЦК компартии Грузии Эдуард Шеварднадзе предпринял экономический эксперимент в Абашском районе Грузинской ССР. В рамках эксперимента были изменены в сторону значительного увеличения принципы материального вознаграждения колхозников, размеры вознаграждения были привязаны к результатам труда. Эксперимент проводился на небольшом масштабе, исключавшем обвинения в подрыве основ социализма, оказался очень удачным и действовал до 1985 года. Непосредственное руководство им осуществлял Гурам Мгеладзе.
При Андропове органы госбезопасности СССР существенно укрепили и расширили свой контроль над всеми сферами жизни государства и общества. Одним из важных направлений их деятельности была борьба с диссидентским движением и националистическими движениями. Проводились судебные процессы над правозащитниками, использовались различные способы подавления инакомыслия, практиковались различные формы внесудебного преследования (например, принудительное лечение в психиатрических больницах). Андропов давал специальные указания не отвечать на ходатайства об освобождении диссидентов. В частности, было «указание» оставить без ответа ходатайство канцлера Австрии Бруно Крайского об освобождении Юрия Орлова. 29 июля 1973 года по инициативе Андропова началась высылка диссидентов. В 1974 году был выслан из СССР и затем лишён гражданства писатель А. И. Солженицын. В 1980 году академик А. Д. Сахаров был выслан в город Горький, где он находился под постоянным контролем КГБ. Архивные документы также указывают на личное участие Андропова в преследованиях инакомыслящих.

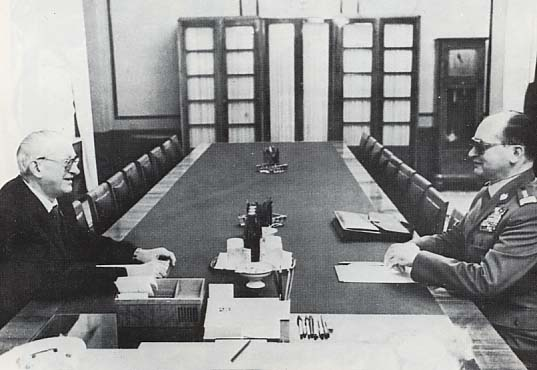
Ю. Андропов и B. Ярузельский. 1980

Особое внимание Андропов уделял контролю над работой органов госбезопасности стран социалистического лагеря. Он был сторонником самых решительных мер по отношению к тем социалистическим странам, которые стремились проводить независимую от СССР внутреннюю и внешнюю политику. В августе 1968 года он оказал влияние на принятие решения о вводе войск стран Варшавского договора в Чехословакию.
В 1972 году после теракта на мюнхенской Олимпиаде по его инициативе в СССР было создано специальное подразделение по борьбе с терроризмом, которое впоследствии получило название «Альфа».
В декабре 1973 года Андропову было присвоено звание генерал-полковника.
В 1974 году он получил звание Героя Социалистического Труда, а в 1976 году — звание генерала армии.
В конце 1979 года Андропов был одним из инициаторов ввода советских войск в Афганистан и устранения Х. Амина. Политически это было для него крайне выгодным — армия ввязывалась в бесперспективную войну и надолго выбывала из борьбы за власть, а война подрывала позиции Рашидова.
В январе 1980 года посетил Кабул.
Андропов состоял на партийном учёте в Управлении «С» (нелегальной разведки) Первого главного управления КГБ СССР.

#### Усиление роли КГБ
При Андропове были созданы районные отделы КГБ со штатом сотрудников, «курировавших» практически все предприятия и организации. Личный состав получил высокие оклады и привилегии, которых не имели сотрудники МВД и военные. Прямую коррупцию и взяточничество среди подчинённых Андропов жёстко пресекал, но благодаря контролю над всеми сферами жизни и взаимной поддержке офицеры КГБ, даже невысокого звания, получили возможность решать любые личные вопросы. Кадровой политикой ведали партийные органы, но сложился порядок, при котором ни одно сколько-нибудь важное назначение не могло состояться без заключения КГБ о кандидате.

## На вершине власти (1982—1984)

### Генеральный секретарь ЦК КПСС и председатель Президиума Верховного Совета

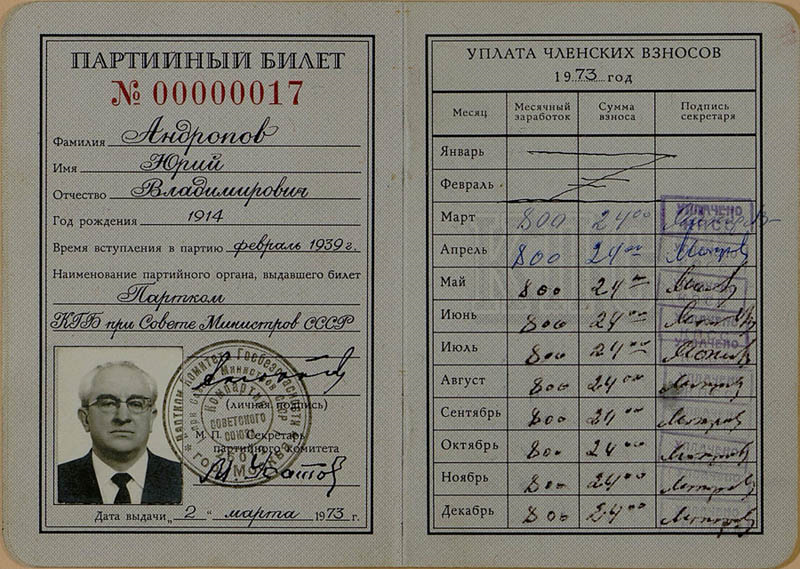
Партийный билет № 00000017. 1973

В мае 1982 года Андропов оставил должность председателя КГБ СССР в связи с избранием на должность секретаря ЦК КПСС, освободившуюся после смерти М. А. Суслова. Поскольку занять кресло генерального секретаря непосредственно с должности председателя КГБ было политически затруднительно, эксперты увидели в кадровой перестановке фактическое решение вопроса о преемнике, что было невозможно без согласия Брежнева. После смерти Брежнева на внеочередном Пленуме ЦК КПСС 12 ноября 1982 года Андропов был избран генеральным секретарём ЦК КПСС. В своих воспоминаниях Александр Яковлев писал:

План Андропова по спасению социализма, если судить по его высказываниям, состоял в следующем: в стране вводится железная дисциплина сверху донизу, координированно идёт разгром инакомыслия, ожесточается борьба с коррупцией и заевшейся номенклатурой, под строгим контролем происходит умеренное перераспределение благ сверху вниз, проводится партийная чистка. Убираются из номенклатуры все, кто неугоден КГБ… Меня, например, поразило его предложение «О лицах, представляющих особую опасность для государства в условиях военного времени». Андропов заранее готовил списки для арестов и лагерей.
Борьба за улучшение экономического положения государства, развёрнутая Андроповым, началась с широкомасштабной кампании по укреплению трудовой дисциплины. В некоторых городах СССР силовые органы стали применять меры, жёсткость которых в 1980-е годы населению показалась необычной. Например, в Ленинграде и других крупных городах в рабочее время стали проводиться милицейские облавы в кинотеатрах, крупных универмагах и других местах скопления людей, во время которых проверялись документы для выявления прогульщиков. Некоторые ретивые начальники на местах организовывали облавы на своих сотрудников, которые в рабочее время «бегали по магазинам».
Одновременно был дан ход громким делам о коррупции, объявлена борьба с нетрудовыми доходами, спекуляцией. Большой масштаб приобрела борьба со злоупотреблениями в торговле. Был отдан под суд бывший начальник Главного управления торговли Мосгорисполкома Н. П. Трегубов; следом за ним заключены под стражу 25 ответственных работников московского Главторга, директора крупнейших московских гастрономов. Были начаты расследования «хлопковой мафии» в Узбекской ССР; выдвинуты обвинения в адрес первого секретаря Краснодарского крайкома КПСС С. Ф. Медунова, министра внутренних дел Н. А. Щёлокова и его заместителя Ю. М. Чурбанова.
В период правления Андропова заметно увеличилась численность осуждённых за преступления. Если в 1982 году всеми судами РСФСР (кроме военных) были осуждены 747 865 человек, то в 1983 году — 809 147 человек, а в 1984 году — 863 194 человека.
Андропов начал «чистку» партийного и государственного аппарата, включая органы госбезопасности. За пятнадцать месяцев его правления было заменено 18 министров СССР, переизбрано 37 первых секретарей обкомов КПСС. Андропов стал собирать команду деятелей-сподвижников. Он ввёл в высшее руководство региональных руководителей — М. С. Горбачёва, Е. К. Лигачёва, В. И. Воротникова, Н. И. Рыжкова, В. М. Чебрикова, Г. А. Алиева, Г. В. Романова и других.
В 1983 году по инициативе Андропова Данилов монастырь был передан РПЦ, а отношение к верующим и духовенству стало более уважительным, чем было при Брежневе и чем будет позднее при Черненко.
По утверждению А. И. Вольского, Андропов работал над проектом изменения административно-территориального деления СССР, который предусматривал замену национальных республик «штатами», образованными по принципу экономического районирования.
В начале 1983 года Андропов поручил Горбачёву и Рыжкову приступить к подготовке экономической реформы. В ЦК КПСС был создан специальный экономический отдел под руководством Рыжкова. К разработке партийно-государственного курса были привлечены видные учёные академики А. Г. Аганбегян, Г. А. Арбатов, Т. И. Заславская, О. Т. Богомолов, доктора экономических наук Л. И. Абалкин, Н. Я. Петраков и другие.

«Считаю, — говорил впоследствии Николай Рыжков, — что истоки перестройки относятся к началу 83-го года, к тому времени, когда Андропов поручил нам — группе ответственных работников ЦК КПСС, в том числе мне и Горбачёву, подготовить принципиальные предложения по экономической реформе».

«Я разделяю мнение Н. И. Рыжкова и некоторых других о том, что основные, принципиальные положения перестройки были подготовлены ещё в 1983 и 1984 годах по инициативе Ю. В. Андропова», — отмечал Михаил Ненашев.

«Ещё за два года до столь разрекламированного апрельского (1985) Пленума ЦК КПСС, — вспоминал Анатолий Лукьянов, — Ю. Андропов пришел к выводу о необходимости разработать программу перестройки управления промышленностью, а затем и всем народным хозяйством. Тогда к этой работе (а она проходила у меня на глазах) были привлечены М. Горбачёв, Н. Рыжков, В. Долгих… Ряд видных представителей науки и производства».
Экономист Татьяна Корягина, которая работала тогда в Научно-исследовательском экономическом институте при Госплане СССР, рассказывала: «Спустя две недели после смерти Брежнева по решению Политбюро была создана рабочая группа, целью которой стала теоретическая разработка экономической реформы… Работали мы при Межведомственном совете по изучению опыта стран-членов СЭВ, причём трудиться приходилось под грифом „секретно“». Главной задачей этой реформы было создание частного сектора в экономике. Более того, по словам Корягиной, «тогда был заложен курс на акционирование, частную собственность, определены раскрепощение цен, переход к рыночной экономике смешанного типа».
Николай Рыжков вспоминал: «Именно в начале 83-го эти „крамольные мысли“ стали обретать плоть, оказавшись в основе долгосрочной программы кардинальной перестройки управления народным хозяйством. Андропова интересовали проблемы хозяйственного расчёта и самостоятельности предприятий, концессий и кооперативов, совместных предприятий и акционерных обществ».
Институт мировой экономики и международных отношений (ИМЭМО), который в мае 1983 года возглавил Александр Яковлев, направил в ЦК КПСС записку о целесообразности создания в СССР предприятий с участием иностранного капитала, а в Госплан СССР — записку о надвигающемся экономическом кризисе и углубляющемся отставании СССР от развитых западных стран.
Экономист Станислав Меньшиков вспоминал, что с приходом к власти Андропова «было принято решение о новой редакции Программы КПСС», а группу по её подготовке возглавил директор ИМЭМО Яковлев.
Над проектом реформ работало множество людей. Вот что вспоминал профессор Тартуского университета М. Л. Бронштейн: «В конце 1983 г. мне довелось лично познакомиться с Михаилом Горбачёвым. По поручению Андропова тот собрал для обмена мнениями группу учёных-рыночников». Рыжков вспоминал, что Андропов опубликовал в журнале «Коммунист» (№ 3, 1983) программную статью «Учение Карла Маркса и некоторые вопросы социалистического строительства в СССР», в которой изложил видение перспектив развития социализма и общественной собственности в СССР. Краеугольным камнем статьи было положение об экономии, о рачительном использовании материальных, финансовых, трудовых ресурсов. И именно в статье звучит идея об ускорении «прогресса производительных сил».
Андропов обозначил свой реформаторский курс с важнейшего заявления на Пленуме ЦК КПСС 15 июня 1983 года: необходимо познать по-настоящему страну и общество, дать грамотную, научную диагностику сложнейших явлений, которые на протяжении десятилетий переживал Советский Союз. «Стратегия партии в совершенствовании развитого социализма должна опираться на прочный марксистско-ленинский теоретический фундамент. Между тем, если говорить откровенно, мы ещё до сих пор не изучили в должной степени общество, в котором живём и трудимся, не полностью раскрыли присущие ему закономерности, особенно экономические. Поэтому порой вынуждены действовать, так сказать, эмпирически, весьма нерациональным способом проб и ошибок». Андропов, в частности, говорил о расширении социалистической демократии и гласности. На июньском 1983 года Пленуме ЦК КПСС Ю. В. Андропов назвал основные направления новейшей научно-технической революции, продвижение по которым обеспечивает «технологический переворот во многих сферах производства». Безусловного внимания заслуживало положение, высказанное Андроповым на июньском пленуме 1983 года, о переходе «отечественной экономики к интенсивному развитию», к соединению «на деле преимуществ нашего социалистического строя с достижениями научно-технической революции».
16 июня 1983 года Андропов был избран председателем Президиума Верховного Совета СССР. В конце года Президиум принял ряд постановлений, направленных на усиление борьбы с антигосударственной деятельностью.
О направлении андроповской реформаторской мысли говорят дальнейшие основные социально-экономические преобразования того времени.
17 июня 1983 года был принят «Закон о трудовых коллективах». Членам трудовых коллективов позволялось теперь участвовать в обсуждении планов, коллективных договоров, определении принципов расходования фондов оплаты труда на предприятиях. Голос трудовых коллективов в большинстве случаев определялся как совещательный. Предполагалось, что в ходе обсуждений может проявляться инициатива рядовых работников, появляться конструктивные идеи. Однако конкретный механизм мотивации и осуществления даже совещательных прав коллективов не был прописан.

#### Эксперименты по расширению хозяйственной самостоятельности
14 июля 1983 года было принято постановление правительства «О дополнительных мерах по расширению прав производственных объединений (предприятий) промышленности в планировании и хозяйственной деятельности и по усилению их ответственности за результаты работы», положившее начало так называемому «широкомасштабному экономическому эксперименту».
1 августа 1983 года Совет министров СССР принял постановление, которым была создана специальная Комиссия по руководству экономическим экспериментом. С 1 января 1984 года на новые условия работы перевели союзные министерства тяжёлого и транспортного машиностроения, электротехнической промышленности, а также республиканские министерства пищевой (Украинская ССР), лёгкой (Белорусская ССР) и местной (Литовская ССР) промышленности. С 1 января 1985 года условия эксперимента распространились ещё на 20 министерств, а с 1 января 1986 года практически все отрасли народного хозяйства стали работать в новых условиях хозяйствования.
Суть эксперимента состояла в том, чтобы реально и существенно расширить права предприятий (объединений) в области планирования, труда и заработной платы, а также техническом перевооружении за счёт собственных средств, главный оценочный показатель конечных результатов — реализация продукции с учётом соблюдения договорных обязательств. Были произведены попытки хозрасчёта — самостоятельность предприятий, цехов и бригад, предоставлена возможность распоряжаться своим заработком для повышения заинтересованности и ответственности за конечные результаты производства и перевыполнения плана. Важное значение имели эксперименты, связанные с выявлением возможностей работы предприятий в условиях самофинансирования.

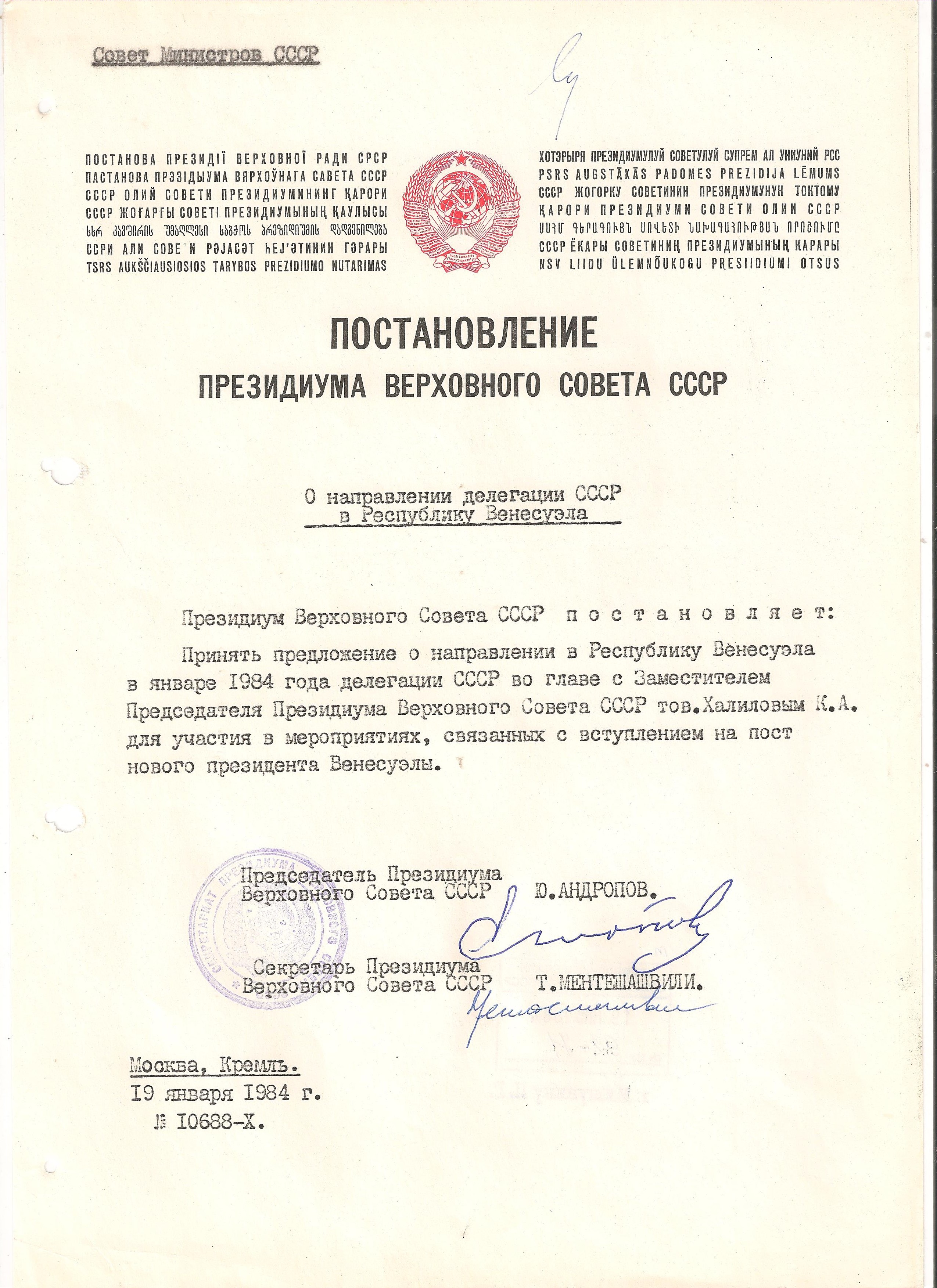
Автограф Ю. В. Андропова на официальном документе

Результаты эксперимента предполагалось положить в основу работы всех предприятий страны в XII пятилетке (1986—1990). «Мы придаем важное значение проведению в ряде министерств экономического эксперимента по расширению прав предприятий и усилению их ответственности за результаты работы, — писал Ю. В. Андропов декабрьскому (1983) Пленуму ЦК КПСС. — В ходе его пройдут проверку некоторые новые элементы управления. Их результаты послужат основой для подготовки соответствующих предложений в целом по народному хозяйству. Надо заранее готовиться к этому и в других отраслях». Результаты экономического эксперимента 1984—1986 годов были положены в основу постановлений по экономической реформе, принятых в 1987 году.
18 августа 1983 года вышло постановление ЦК КПСС и Совета министров СССР «О мерах по ускорению научно-технического прогресса в народном хозяйстве», которое предписывало снимать с производства изделия, которые не пройдут аттестацию по высшей либо первой категории качества, и предопределившее стратегию ускорения (1985—1986). В 1985—1986 годах планировалось произвести массированную модернизацию производства. Более того, было «признано необходимым осуществить в 1985—1987 годах перевод объединений, предприятий и организаций сельского хозяйства, строительства, транспорта, связи, геологии и материально-технического снабжения на хозрасчётную систему организации работ по созданию, освоению и внедрению новой техники».
В 1983 году была разработана территориально-отраслевая программа развития народного хозяйства Ленинграда и Ленинградской области на основе автоматизации и широкого использования вычислительной техники (программа «Интенсификация-90»). Практическая работа по формированию программы завершилась в 1983 году, а в июле 1984 года программа «Интенсификация-90» была утверждена Госпланом СССР, Государственным комитетом по науке и технике, Президиумом АН СССР, получила поддержку ЦК КПСС. В 1986 году появилась её расширенная редакция и было поручено использовать её опыт другим регионам.
Много внимания уделял Андропов проведению в жизнь выработанной XXVI съездом КПСС и последующими пленумами ЦК КПСС линии на всемерную интенсификацию производства, ускорение научно-технического прогресса, совершенствование управления народным хозяйством, усиление ответственности кадров, организованности и дисциплины, на неуклонный рост материального и духовного уровня жизни народа.
Осенью 1983 года состояние здоровья Андропова резко ухудшилось. 7 ноября его не было на трибуне Мавзолея на параде и демонстрации в честь годовщины Октября. Проделав определённую подготовительную работу, Андропов решил вынести вопрос о разработке экономической реформы на декабрьский (1983 г.) Пленум ЦК КПСС.
28 ноября 1983 года ЦЭМИ направил Андропову записку «О разработке комплексной программы развития и совершенствования системы управления народным хозяйством». Эта идея нашла отражение в обращении Андропова к участникам пленума: «Назрел вопрос, — писал он, — о разработке программы комплексного совершенствования всего механизма управления народным хозяйством». В переданном участникам очередного Пленума ЦК КПСС тексте своего выступления Андропов смог назвать основные направления программы комплексного совершенствования всего механизма управления. Пленум наметил переход на интенсивный путь развития и радикальную реформу экономики. Декабрьский Пленум ЦК 1983 года по представлению Андропова избрал членами Политбюро Воротникова и Соломенцева, кандидатом председателя КГБ Чебрикова, секретарём ЦК Егора Лигачёва. После декабрьского Пленума (1983 год), на котором Андропов принял участие лишь заочно, его деятельность пошла резко на спад.

#### Внешняя политика
И у Америки, и у нас есть ядерное оружие — страшное оружие, которое может в один миг убить миллионы людей. Но мы не хотим, чтобы оно когда-либо было пущено в ход. Именно поэтому Советский Союз торжественно, на весь мир объявил, что никогда — никогда! — не применит ядерное оружие первым ни против какой страны. И вообще мы предлагаем прекратить его дальнейшее производство и приступить к уничтожению всех его запасов на земле.
В области внешней политики Андропов стремился к разумным компромиссам с внешнеполитическими противниками СССР, но в условиях открытого недоверия СССР и США друг к другу такой компромисс не состоялся. В это время разразился кризис в связи с размещением в Европе ракет средней дальности СССР и США, продолжалась война в Афганистане. 8 марта 1983 года президент США Рональд Рейган в своём выступлении назвал СССР «империей зла», а 23 марта 1983 года провозгласил доктрину Стратегической оборонной инициативы (СОИ).

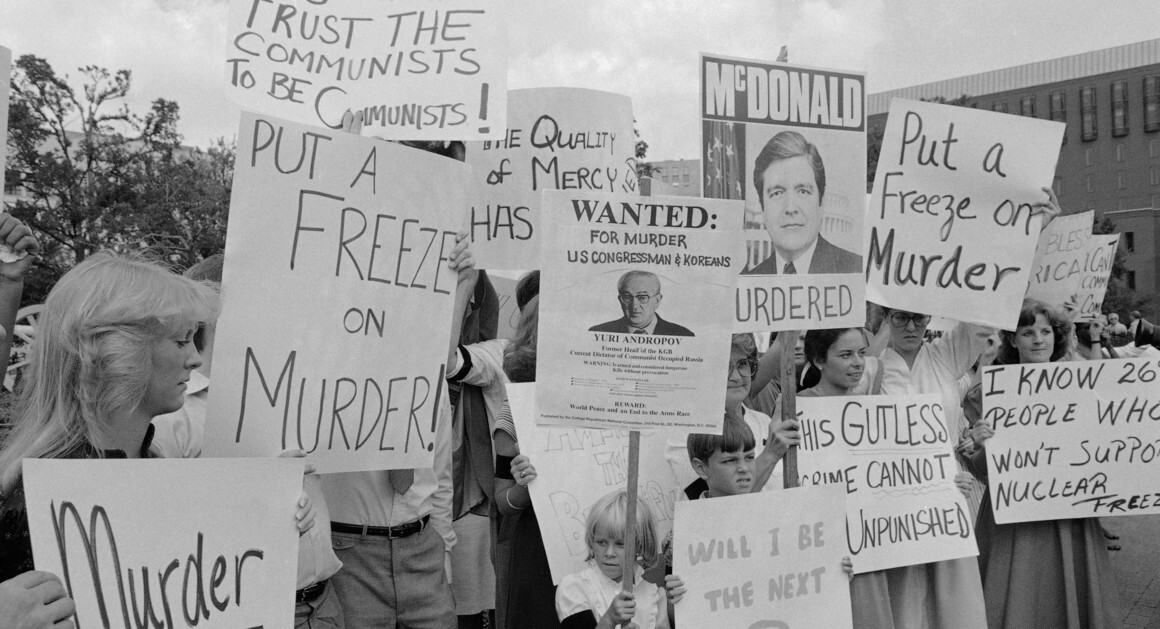
Демонстрация у Белого дома в связи с катастрофой рейса 007. Вашингтон, 2 сентября 1983

Апогеем напряжённости стала трагедия 1 сентября 1983 года, когда в советском воздушном пространстве истребитель ПВО СССР СУ-15 сбил самолёт «Боинг-747» корейской авиакомпании с 246 пассажирами и 23 членами экипажа. Президент США Рональд Рейган назвал происшествие «преступлением против человечности, которое никогда не должно быть забыто», «актом варварства и нечеловеческой жестокости». Особое возмущение и гнев после случившегося выражали в Республике Корея, в то время ещё не имевшей дипломатических отношений с СССР. В Сеуле прошли многотысячные акции и шествия протеста против действий СССР, были сожжены советские флаги.
В 1983 году США разместили на территории ФРГ, Великобритании, Дании, Бельгии и Италии баллистические ракеты средней дальности Першинг-2 в 5—7 минутах подлёта до целей на европейской территории СССР и крылатые ракеты различного базирования. В ответ в ноябре 1983 года СССР вышел из проходивших в Женеве переговоров по евроракетам. Андропов заявил, что СССР предпримет ряд контрмер: разместит оперативно-тактические ракеты-носители ядерного оружия на территории ГДР и Чехословакии и выдвинет советские атомные подводные лодки ближе к побережью США. Одновременно была прекращена публичная критика руководства китайской коммунистической партии и сделаны шаги по нормализации отношений с Китаем. В перспективе союз с восточно-азиатским гигантом Андропов хотел противопоставить США и НАТО, но дальше некоторого развития советско-китайской торговли и прекращения пропагандистской войны дело не продвинулось.

## Смерть и похороны
В июле и августе 1983 года здоровье Андропова продолжало ухудшаться, и большую часть времени он работал в загородном доме, часто не вставая с постели. А когда в Москву прибыл канцлер ФРГ Гельмут Коль, генеральный секретарь приехал в Кремль, но из машины смог выйти только с помощью телохранителей. Врачи настоятельно советовали ему беречься — даже малейшая простуда могла повлечь за собой тяжёлые последствия.

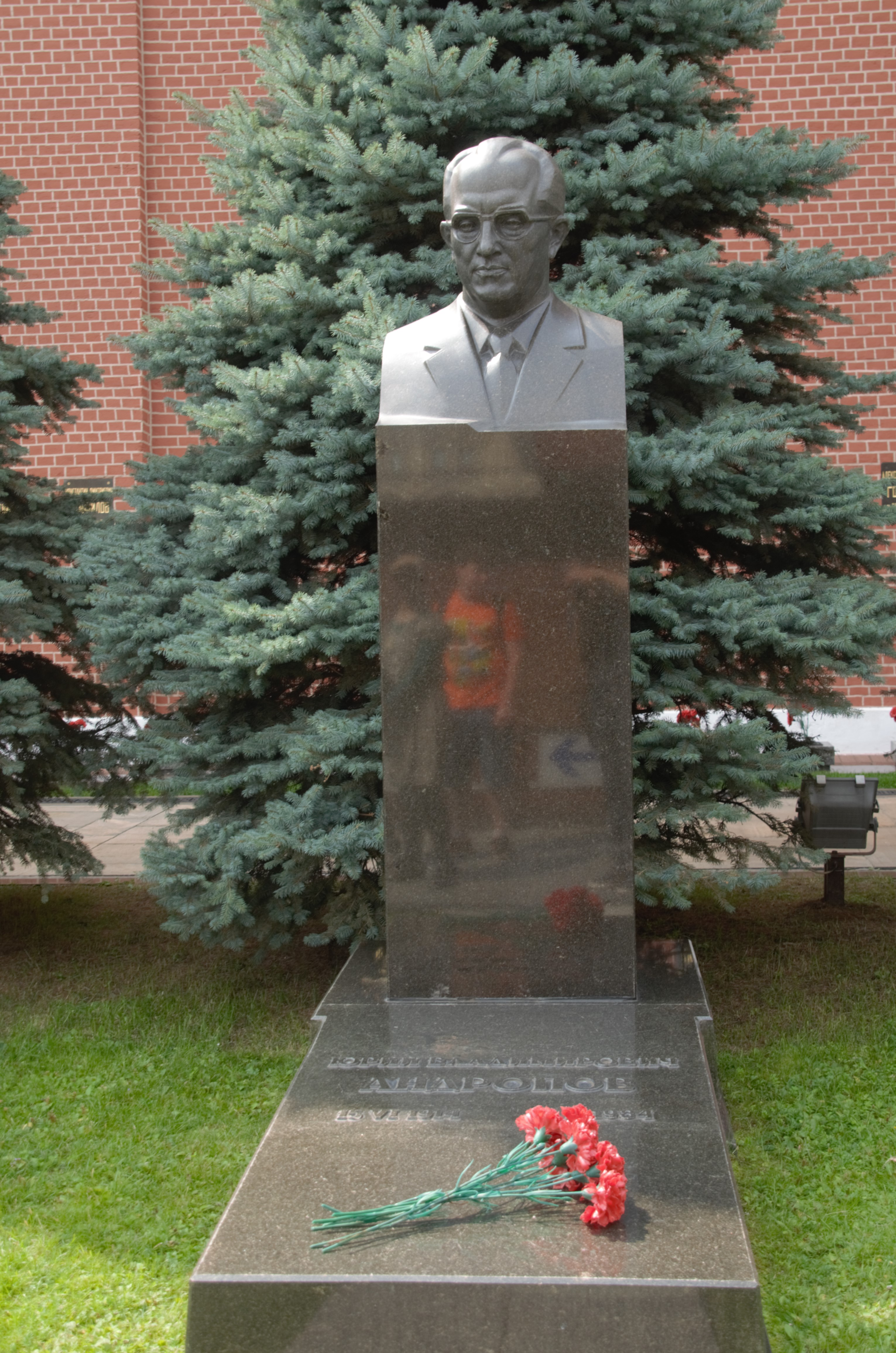
Могила Андропова в некрополе у Кремлёвской стены на Красной площади. 2016

1 сентября 1983 года Андропов провёл заседание Политбюро и улетел отдыхать в Крым. Как оказалось, это заседание стало для него последним: в Крыму он простудился и окончательно слёг — у него развилась флегмона (разлитое гнойное воспаление жировой клетчатки). Операция прошла успешно, но послеоперационная рана не заживала. Организм был очень слаб и не мог бороться с интоксикацией.

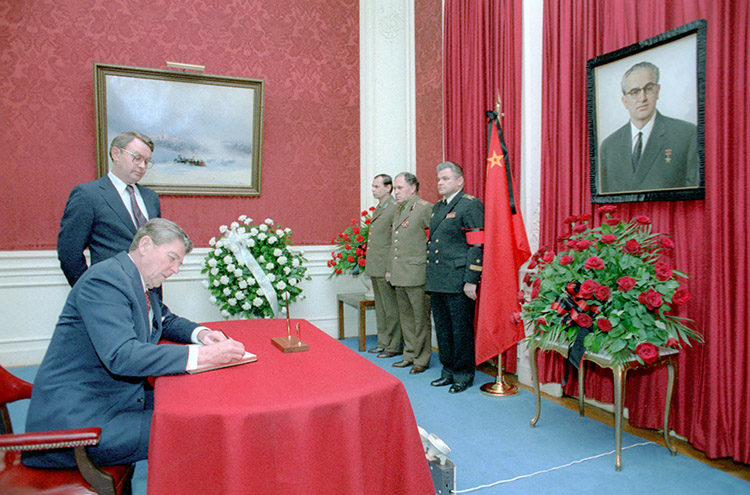
Президент США Рональд Рейган расписывается в книге соболезнований в советском посольстве. 13 февраля 1984

За месяц до смерти Юрий Андропов совместно с Рональдом Рейганом был признан «Человеком года» (1983) по версии журнала Time.
Он умер в 16 часов 50 минут 9 февраля 1984 года на 70-м году жизни. Согласно официальной версии, причиной смерти стал отказ почек вследствие многолетней подагры.
Похороны состоялись в 12 часов 14 февраля 1984 года у Кремлёвской стены на Красной площади Москвы. На траурную церемонию прилетели главы государств и правительств многих стран, в том числе премьер-министр Великобритании Маргарет Тэтчер и вице-президент США Дж. Буш-старший.
13 февраля 1984 года на внеочередном Пленуме Центрального Комитета КПСС новый генеральный секретарь ЦК КПСС Константин Черненко в своей речи заявил:

Недолгий, до обидного недолгий, товарищи, срок суждено было Юрию Владимировичу Андропову трудиться во главе нашей партии и государства. Всем нам будет не хватать его. Он ушёл из жизни в самый разгар большой и напряженной работы, направленной на то, чтобы придать мощное ускорение развитию народного хозяйства, преодолеть трудности, с которыми столкнулась страна на рубеже 70—80-х годов. Но все мы знаем, как много удалось сделать партии за это короткое время, как много нового, плодотворного получило права гражданства и утвердилось на практике. Продолжать и коллективными усилиями двигать дальше начатую под руководством Юрия Владимировича работу — лучший способ воздать должное его памяти, обеспечить преемственность в политике.

## Награды

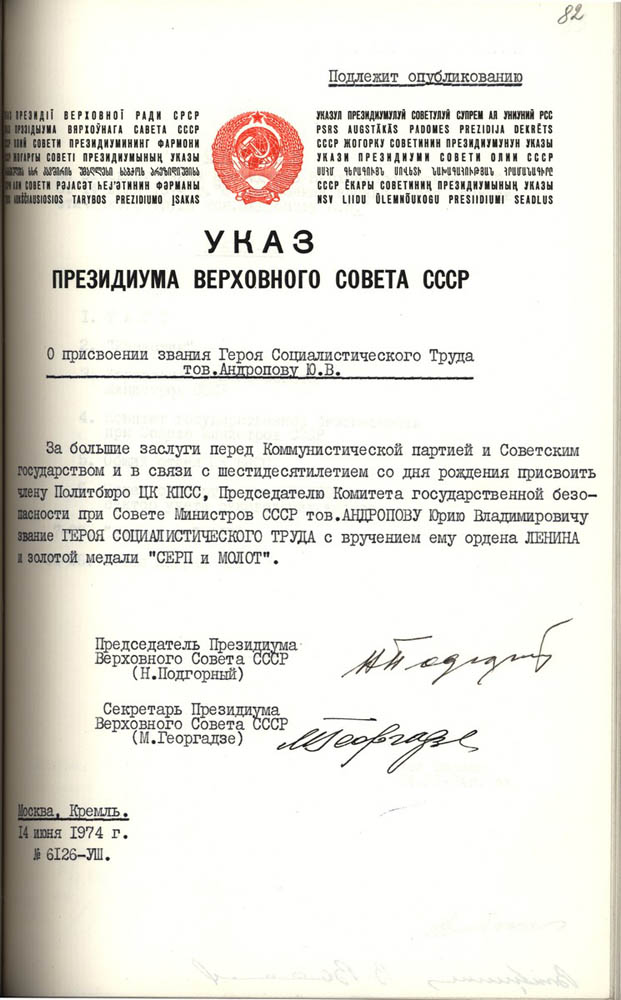
Указ Президиума Верховного Совета СССР о присвоении Ю. В. Андропову звания Героя Социалистического Труда

### Награды СССР
- Герой Социалистического Труда (Указ Президиума Верховного Совета СССР от 14 июня 1974 года, «за большие заслуги перед Коммунистической партией и Советским государством и в связи с шестидесятилетием со дня рождения»).
- Четыре ордена Ленина:
  - указ Президиума Верховного Совета СССР от 23 июля 1957 года, «за образцовое выполнение служебного долга в период венгерских событий» («Без опубликования в печати»);
  - указ Президиума Верховного Совета СССР от 13 июня 1964 года, «за заслуги перед Коммунистической партией и Советским государством и в связи с пятидесятилетием со дня рождения»;
  - указ Президиума Верховного Совета СССР от 2 декабря 1971 года, «за заслуги в деле обеспечения успешного выполнения заданий пятилетнего плана развития народного хозяйства СССР на 1966—1970 гг.» («Не подлежит опубликованию»)[115];
  - указ Президиума Верховного Совета СССР от 14 июня 1974 года, «за большие заслуги перед Коммунистической партией и Советским государством и в связи с шестидесятилетием со дня рождения» с вручением ордена Ленина и золотой медали «Серп и Молот».
- Орден Октябрьской Революции (14 июня 1979).
- Орден Красного Знамени (14 июля 1944)[116].
- Три ордена Трудового Красного Знамени:
  - указ Президиума Верховного Совета СССР от 23 сентября 1944 года[117];
  - указ Президиума Верховного Совета СССР от 24 июля 1948 года;
  - указ Президиума Верховного Совета СССР от 15 февраля 1961 года, «за выполнение ответственных поручений Центрального Комитета КПСС» («Не подлежит опубликованию»).
- Медаль «В ознаменование 100-летия со дня рождения Владимира Ильича Ленина» (1970).
- Медаль «Партизану Отечественной войны» I степени (10.06.1943).
- Медаль «За отличие в охране государственной границы СССР».
- Медаль «За победу над Германией в Великой Отечественной войне 1941—1945 гг.».
- Юбилейная медаль «Двадцать лет Победы в Великой Отечественной войне 1941—1945 гг.».
- Юбилейная медаль «Тридцать лет Победы в Великой Отечественной войне 1941—1945 гг.».
- Медаль «За доблестный труд в Великой Отечественной войне 1941—1945 гг.».
- Юбилейная медаль «50 лет Вооружённых Сил СССР».
- Юбилейная медаль «60 лет Вооружённых Сил СССР».
- Медаль «В память 250-летия Ленинграда».
- Медаль «В память 1500-летия Киева».
- Знак «Почётный сотрудник госбезопасности» (1973)[118].

### Иностранные награды
- Герой Народной Республики Болгария (1983)
- Орден «Георгий Димитров» (НРБ)
- Орден «Народная Республика Болгарии» I степени (НРБ)
- Орден Сухэ-Батора (МНР)
- Орден Боевого Красного Знамени (МНР)
- Орден «Солнце Свободы» (ДРА)
- Орден «Звезда» (ДРА)
- Орден Карла Маркса (ГДР)
- Орден Знамени с алмазами (ВНР)
- Крест военных заслуг полковника Франсиско Болоньези (Перу)
- Медаль «100 лет Освобождения Болгарии от османского рабства» (НРБ)
- Медаль «50 лет Монгольской Народной Революции» (МНР)
- Медаль «За укрепления дружбы по оружию» I степени (ЧССР)
- Орден Белого льва I степени (21 сентября 1970, ЧССР)[119]

## Семья
Был дважды женат. Первый брак (1935—1940) с Ниной Ивановной Енгалычевой (1914—1994), от которой родились дочь Евгения (1936—2018) и сын Владимир (1940—1975). Судьба старшего сына, Владимира Юрьевича, сложилась неудачно — он дважды сидел в тюрьме за кражи. Освободившись, уехал в Тирасполь. Нарушать закон перестал, начал пить, спивался, не работал. Андропов скрывал, что его сын сидел в тюрьме — таких родственников не было ни у кого из членов Политбюро. В кадры КГБ не брали, если в семье есть осуждённый преступник. Владимир Юрьевич Андропов скончался 4 июня 1975 года в возрасте тридцати пяти лет. Он надеялся хотя бы перед смертью увидеть отца. Юрий Владимирович не приехал ни в больницу (хотя было известно, что его сын смертельно болен), ни на похороны.
Во втором браке с Татьяной Филипповной (в девичестве — Лебедева) (1917—1991) у Юрия Владимировича родились двое детей — сын Игорь (1941—2006) и дочь Ирина (род. 1947). Игорь Юрьевич Андропов был женат на Людмиле Чурсиной, народной артистке СССР. Ирина Юрьевна Андропова была замужем за Михаилом Филипповым, актёром Театра имени Маяковского.

## Стихи Андропова
Консультант Отдела ЦК КПСС Г. Х. Шахназаров вспоминал:

15 июня 1964 года, когда Юрию Владимировичу исполнилось 50 лет, я написал ему стихотворное послание от группы консультантов. К сожалению, оно у меня не сохранилось (может быть, в архиве Андропова?), помню лишь начальные строки, заимствованные у Александра Сергеевича: «Мы пишем Вам, чего же боле…» Шеф сочинил ответное послание. Кажется, оно уже публиковалось, но я всё-таки приведу его целиком. Ничто другое не дает такого представления о личности Андропова, как эти шуточные строки.
Друзья мои, стихотворенье —

Ваш коллективный мадригал —

Я прочитал не без волненья

И после целый день вздыхал:

Сколь дивен мир! И как таланты

Растут и множатся у нас,

Теперь, смотри, и консультанты,

Оставив книги-фолианты,

Толпою «чешут» на Парнас.

И я дрожащими руками

Схватил стило в минуты те,

Чтобы ответить Вам стихами

И зацепиться вместе с Вами

На той парнасской высоте.

Увы! Всевышнего десницей

Начертан мне печальный старт

Пути, который здесь, в больнице,

Зовется коротко — инфаркт.

Пути, где каждый шаг неведом,

Где испытания сердцам

Ведут «чрез тернии к победам»,

…А в одночасье к праотцам.

Среди больничной благодати

Сплю, ем да размышляю впрок,

О чём я кстати иль некстати

Подумать до сих пор не смог.

Решусь сказать «чудок похлеще»,

На сердце руку положа,

Что постигаешь лучше вещи,

Коль сядешь ж… на ежа!

На солнце греюсь на балконе,

По временам сижу «на троне».

И хоть засесть на этот «трон»

Не бог весть как «из ряда вон»,

Но, как седалище, и он

Не должен быть не оценен.

Ведь будь ты хоть стократ Сократ,

Чтоб думать, должен сесть на Зад!

Но хватит шуток. Сентименты,

Известно, не в ходу у нас,

И все ж случаются моменты,

Когда вдруг «засорится глаз».

Когда неведомое «что-то»

В груди твоей поднимет вой,

И будешь с рожей идиота

Ходить в волненье сам не свой.

Вот это самое, друзья,

Намедни испытал и я.

Примите ж Вы благодаренье

За то, что в суете сует

Урвали «чудное мгновенье»

И на высоком вдохновенье

Соорудили мне сонет.

Он малость отдает елеем

И, скажем прямо, сладковат.

Но если пишешь к юбилею,

Тут не скупись кричать «виват!»

Ведь юбилей — не юбилей,

Когда б не мед и не елей!

Кончаю. Страшно перечесть.

Писать стихи — не то что речи.

А если возраженья есть —

Обсудим их при первой встрече.

## Оценки исторической роли
Знавшие Андропова свидетельствуют, что интеллектуально он выделялся на общем фоне членов Политбюро застойных лет, был человеком творческим, не лишённым самоиронии. В кругу доверенных людей мог позволить себе сравнительно либеральные рассуждения. В отличие от Брежнева был равнодушен к лести и роскоши, не терпел взяточничества и казнокрадства. Ясно, однако, что в принципиальных вопросах Андропов придерживался жёсткой консервативной позиции. Генерал КГБ СССР Филипп Бобков вспоминал:
Он унаследовал лучшие качества революционеров старой закалки… был настоящим строителем нового общества… высокообразованным человеком… много читал и следил за литературой, любил музыку, писал стихи.
Андропов в разговорах с членами своей семьи подчёркивал, что он всего добивался сам, без протекции, никому не был обязан, никогда не слушал советов членов своей семьи и не будет их слушать. Но именно по протекции своей дочери Ирины Председатель КГБ вернул в Москву философа и литературоведа М. М. Бахтина, организовал ему Государственную премию и т. д. Возможно, что теория карнавалов Бахтина, объясняющая и объединяющая Всешутейший собор Ивана Грозного, Петра Первого, карнавалы Советской власти нужна была Председателю КГБ, а позднее преемнику Суслова как главному идеологу КПСС для какой-то большей интеграции советской идеологии с идеологией царской России и традиционными ценностями.
О стремлении Андропова исправить сложившееся положение, о его замыслах по обновлению управления народным хозяйством, развитию демократии, реформированию всех сфер жизни общества немало говорили в своих интервью и статьях помощник Андропова Аркадий Вольский и бывший советником О. В. Куусинена и Андропова Ф. М. Бурлацкий, сообщавшие также, что Андропов видел своим преемником М. С. Горбачёва. Бурлацкий утверждал, что хотя Андропов и упрекал Горбачёва в незнании современных реального народного хозяйства и реальной жизни, однако точно такие же упрёки делал самому Андропову назвавший его одним из своих вероятных преемников Н. С. Хрущёв, имея в виду, что сам Хрущёв не сможет уйти с занимаемых должностей, пока Андропов не наберётся у старших товарищей необходимого опыта и экономических знаний. Но Бурлацкий и Вольский не были близки к Андропову в период его работы генеральным секретарём ЦК КПСС, и их выводы были чисто умозрительными, основанными на избрании Горбачёва Генеральным секретарём ЦК КПСС после смерти К. У. Черненко. Так, о сообщаемых Вольским поручениях Андропова Горбачёву вести вместо него заседания Политбюро никогда не догадывался до интервью Вольского и сам Горбачёв. Помощник Генерального секретаря ЦК КПСС в 1982—1984 годах, Чрезвычайный и полномочный Посол В. В. Шарапов, подтверждая, что Андропов был сторонником вышеописанных реформ, вспоминал резкую критику Андроповым деятельности секретаря ЦК КПСС по сельскому хозяйству Горбачёва не только на заседаниях Политбюро, но и в частных беседах с Шараповым и подчёркивал, что в отличие от Хрущёва, назвавшего Андропова своим преемником, сам Андропов, вопреки мнению Вольского и Бурлацкого, никоим образом не представлял себе Горбачёва в роли руководителя партии и государства и никогда не поручал ему вести заседания Политбюро и т. д. В то же время некоторые эксперты, в том числе политолог Сергей Гавров, полагают, что Андропов мог стать «русским Дэном Сяопином», провести необходимые реформы и сохранить СССР от распада.
По утверждению А. Гамова, сын Ю. В. Андропова Игорь также рассказывал, что последние месяцы перед смертью, когда разговор заходил о Горбачёве, Ю. В. «давал понять, что он не в восторге от его работы на посту секретаря ЦК по селу». «У отца была идея подтянуть в центр молодых секретарей обкомов, из их числа мог быть выбран будущий лидер». В мемуарах Игоря Андропова, недописанных и неизданных, говорилось, что «В 1983-м слово „рынок“ звучало в коридорах ЦК ещё приглушенно. Но пути к рыночной экономике просматривались». И ещё: «…Чем яснее видел отец необходимость фундаментальных реформ и глубоких изменений, тем осмотрительнее он начинал действовать, тем более схема преобразований представлялась ему постепенной и многоступенчатой». То же мнение фактически высказал и преемник Дэна Сяопина Цзян Цзэминь, заявлявший в своих интервью, что реальные реформы, соответствующие современному курсу Китая, были запущены не сразу же после прихода к власти Дэна Сяопина, а под влиянием курса соперничавшего с КНР Андропова. Цзян Цзэминь подчёркивал, что КНР в своём экономическом развитии пошла по «андроповскому пути» и благодаря этому избежала краха и распада — в отличие от Советского Союза. Действительно, реформы, проводимые командой Андропова, дали некоторый экономический эффект. По официальным данным, темпы роста экономики в 1983 году составили 4,2 % (против 3,1 — в 1982-м); национальный доход вырос на 3,1 %; промышленное производство — на 4 %; главный в глазах руководства КНР того времени показатель — продукция сельского хозяйства — повысился на 6 %.
Журналист Леонид Млечин, напротив, не отмечает какой-либо позитивной роли Андропова. По его мнению, Андропов запомнился «громким снятием с должности министра внутренних дел Щёлокова (застрелился), расследованием коррупции в Узбекистане („узбекское дело“ в итоге развалилось), облавами в магазинах, банях и кинотеатрах — с целью выявить прогульщиков и бездельников (стало темой для анекдотов), а ещё новым сортом дешёвой водки, которую прозвали „Андроповкой“, и вписанной ему одним из референтов в текст выступления на пленуме ЦК фразой: „Если говорить откровенно, мы ещё до сих пор не изучили в должной мере общество, в котором живём и трудимся…“».
Попытки актуализировать взгляды Андропова на экономическое развитие России заметны в последние годы. Так, в сентябре 2009 года, к 95-летию со дня рождения Андропова, был приурочен круглый стол в Вольном экономическом обществе России, где ведущие экономисты страны широко обсуждали статью Андропова «Учение Карла Маркса и некоторые вопросы социалистического строительства в СССР». Был сделан вывод о необходимости беспристрастного изучения наследия Юрия Владимировича.
Как отмечает современный исследователь деятельности Андропова, его фигура ныне вызывает несомненный интерес, что объясняется не только тем, что, как подчёркивал Бурлацкий, В. В. Путин, как впервые до него Андропов, стал руководителем государства после работы руководителем органов госбезопасности, что под руководством Андропова сотрудники, в том числе бывшие, органов госбезопасности стали впервые вести или по крайней мере демонстрировать здоровый и спортивный образ жизни, но и борьбой Андропова с коррупцией, особенно на посту генсека. Отмечают, что его «политическое наследие оказывается весьма востребованным в постсоветской России».

## Увековечивание памяти

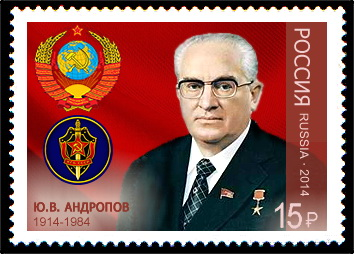
Артимарка Андропова с эмблемой КГБ СССР. 2014

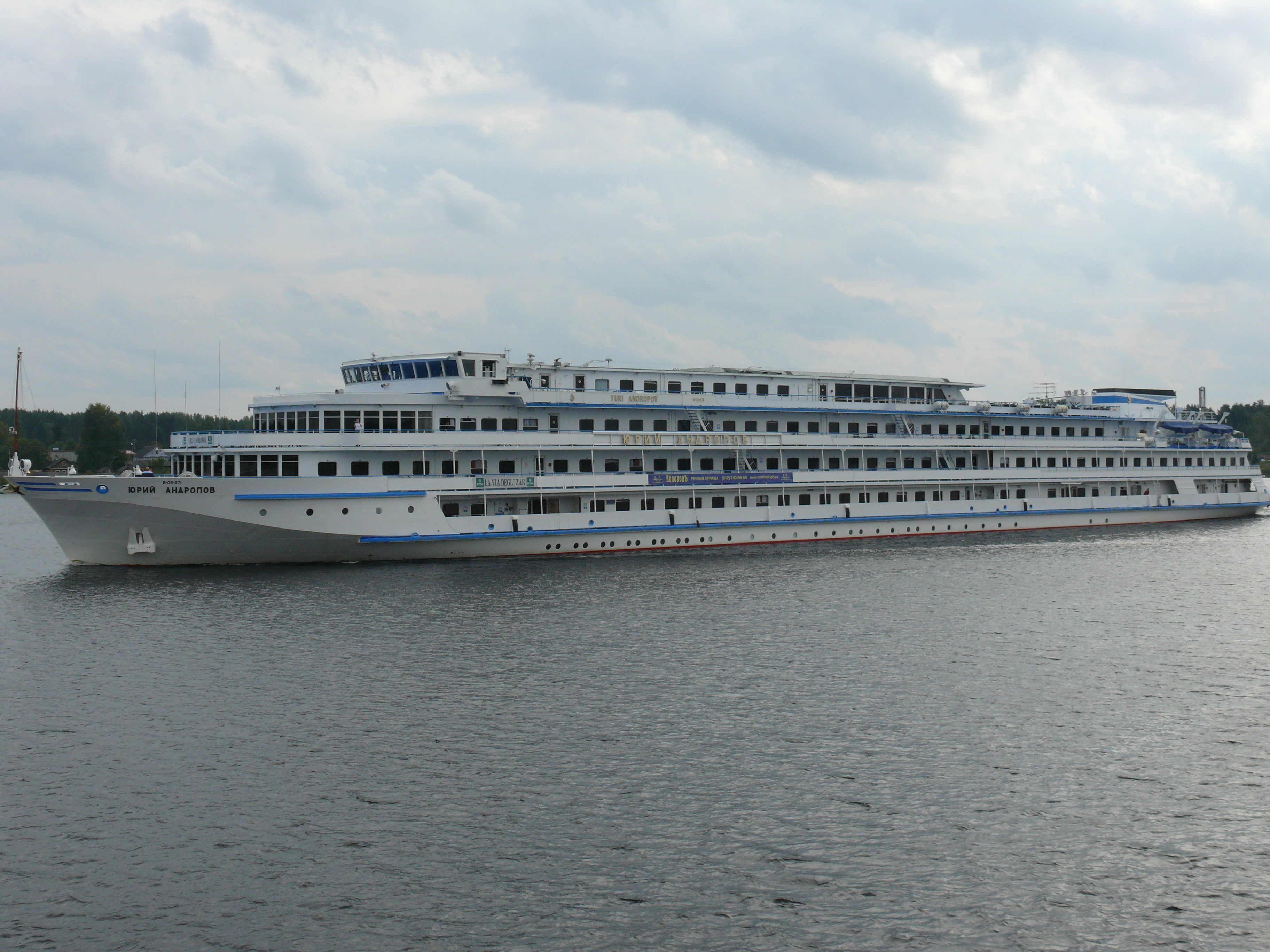
Теплоход «Юрий Андропов»

- Средняя общеобразовательная школа № 108 имени Ю. В. Андропова и памятник в Моздоке.
- Андроповский район Ставропольского края.
- В 1984—1989 годах имя Андропова носил город Рыбинск.
- Именем Андропова назван один проспект, а также двадцать улиц и переулков в городах и сёлах России[134], в том числе шесть улиц в Дагестане, а также улицы в Ярославле и в подмосковном Ступине. В Петрозаводске имя Андропова носят улица и сквер, ранее также именем Андропова был назван дворец пионеров (ныне — Дворец творчества детей и юношества).
- Андропов — единственный из руководителей страны (кроме Ленина), в честь которого назвали проспект в Москве, сохранив это название по сей день.
- В 1984 году Приказом министра обороны СССР № 55 от 11 марта 1984 года имя присвоено Ленинградскому высшему военно-политическому училищу противовоздушной обороны (ныне расформировано).
- Имя Андропова присвоено Климовскому специализированному патронному заводу, Новолипецкому металлургическому комбинату, ПО «Ростсельмаш».
- Имя Андропова носит российский пассажирский теплоход проекта 302, построенный в конце 1980-х годов[135], номер IMO: 8620105[136].
- Тяжёлый атомный ракетный крейсер «Юрий Андропов», с 1992 года — «Пётр Великий».
- Андропову установлены памятники в его родном селе Солуно-Дмитриевском, в Петрозаводске (открыт 8 июня 2004 года, скульптор — Михаил Коппалев)[137], в Кремлёвском некрополе в Москве, а также мемориальные доски в Москве, Петрозаводске, Ярославле, Рыбинске, станции Нагутская.
- 4-я гвардейская танковая Кантемировская ордена Ленина Краснознамённая дивизия носит имя Андропова с 1984 года.
- Пятый пограничный отряд имени Андропова (в/ч 2133) в городе Сосновый Бор.
- Имя Ю. В. Андропова носил Институт КГБ СССР, ныне — Академия внешней разведки СВР России.
- Общественные награды: Орден Андропова Архивная копия от 15 августа 2014 на Wayback Machine и Медаль Андропова Архивная копия от 4 марта 2016 на Wayback Machine
- На здании КГБ на площади Дзержинского (ныне Лубянская площадь) над подъездом № 1-А, где на третьем этаже находился кабинет Ю. В. Андропова, в 1987 году была установлена мемориальная доска с его барельефом. После провала августовского путча 1991 года доска была демонтирована сотрудниками КГБ, чтобы уберечь её от вандализма. 20 декабря 1999 года, в День работника органов безопасности, барельеф был восстановлен на том же месте при участии председателя правительства Владимира Путина[138].

### Документальные фильмы о Юрии Андропове
- 1985 — «Ю. В. Андропов. Страницы жизни», режиссёр — Олег Уралов.
- 1991 — «Вторая русская революция» — Би-Би-Си
- Н. Сванидзе. 85-я серия. «1983 год — Юрий Андропов». Исторические хроники с Николаем Сванидзе. Дата обращения: 17 января 2016.
- 2000 — «Андропов» — Телеканал «НТВ», автор фильма — Евгений Киселёв.
- 2004 — «Юрий Андропов» (цикл «Бремя власти»), режиссёр — Андрей Кончаловский.
- Проект Дэвида Гамбурга; Сценарий Валерии Бойко, режиссёр-постановщик Александр Шамайский.: . «Владыка Кубанский». Следствие вели… с Леонидом Каневским. НТВ (2006). Дата обращения: 23 февраля 2017. Архивировано 5 апреля 2017 года.
- 2009 — «Юрий Андропов. 15 месяцев надежды» — ТК «Останкино» по заказу ОАО «Первый канал», автор фильма — С. К. Медведев, главный редактор — А. И. Анненский.
- «Кремлёвские похороны. Юрий Андропов» (1984) — документальный фильм из цикла «Кремлёвские похороны». НТВ. Автор — Ольга Дёмина, режиссёр — Сергей Краус.
- «Юрий Андропов в лабиринте власти», документальный фильм из цикла «Кремль-9» — ТК «Останкино» по заказу ОАО «Первый канал», автор фильма — Алексей Пиманов.
- 2014 — «Юрий Андропов. Терра инкогнита» — «ВГТРК», режиссёр — Андрей Куренков.
- 2014 — «Андропов. Между Дзержинским и Дон Кихотом» — РОО ассоциация «Наше кино» по заказу ОАО «Телекомпания НТВ», ведущий — Владимир Чернышёв, режиссёр — Сергей Краус.
- Шеф-редактор: Александр Оносовский; продюсеры: Сергей Медведев, Олег Вольнов; ведущий: Сергей Медведев.: . «Истина, страшней которой нету…» Тайны века. Юрий Андропов. ТК «Останкино» по заказу ОАО «Первый канал» (2014). Дата обращения: 6 февраля 2017. Архивировано 11 февраля 2017 года.

## В культуре
- Является персонажем в романах Эдуарда Тополя «Красная площадь», «Красный газ», «Чужое лицо», Янины Пинчук «Сны инквизитора».

Киновоплощения
- Вольф Кахлер («Огненный лис», 1982)
- Галикс Колчицкий («Чёрный квадрат», 1992)
- Вадим Захарченко («Убийство на „Ждановской“», 1992)
- Вячеслав Жолобов («Красная площадь», 2004; «Туман рассеивается», 2010; «Дом образцового содержания», 2010; «Дело гастронома № 1», 2011; сериал «Казнокрады», 2011; «Алхимик. Эликсир Фауста», 2014; «Джуна», 2015; «Паук», 2015; Операция «Сатана», 2018; «Катран», 2020)
- Василий Лановой («Брежнев», 2005)
- Фабрицио Йовине / Fabrizio Jovine («Папа Иоанн Павел II» «англ. Pope John Paul II», США, 2005)
- Юрий Стосков («КГБ в смокинге», 2005, «Поединки. Правдивая история. Тегеран-43. Фильм 4», 2010)
- Отто Меллис («Карой Войтыла — тайны Папы[нем.]», Германия, 2006)
- Сергей Тезов («Осведомлённый источник в Москве», 2009)
- Михаил Козаков («Последняя встреча», 2010)
- Антон Кузнецов («Карлос», Франция-Германия, 2010)
- Иван Гордиенко («Охотники за бриллиантами», 2011; «Хоккейные игры», 2012)
- Сергей Барковский («Петля Нестерова», 2015).
- Сергей Жолобов («Таинственная страсть», 2016; «Зло», 2024)
- Ильгиз Булгаков («Обгоняя время», 2019).
- Дуглас Харрисон («Рейган», 2024)

## Сочинения
- Карело-финские комсомольцы в Отечественной войне Архивная копия от 17 января 2021 на Wayback Machine / Ю. Андропов; [Ред. С. Сулимин]. — Тегозеро: Гос. изд-во Карело-Фин. ССР, 1943. — 28 с. — 5000 экз.
- Учиться у народа: Некоторые вопросы воспитания молодежи / Юрий Андропов. — [Б. м.]: Гос. изд-во Карело-финской ССР, 1943. — 15 с.
- Избранные речи и статьи / Ю. В. Андропов. — М.: Политиздат, 1979. — 317, [1] с.
- Избранные речи и статьи / Ю. В. Андропов. — 2-е изд. — М.: Политиздат, 1983. — 320 с.
- Избранные речи и статьи. — М., 1984
- Учение Карла Маркса и некоторые вопросы социалистического строительства в СССР // Коммунист. — 1983. — № 3[139][140][141].